# Смерть у мережі
«Смерть у мережі» (англ. The Den) — американський фільм 2013 року.

## Сюжет
Героїня фільму захоплена проектом з вивчення поведінки людей у відео-чаті. Робота йде своєю чергою, поки в один жахливий момент вона не стає очевидцем страшного вбивства. Побачене через вебкамеру не дає їй спокою. Необхідно терміново діяти, щоб злочинець поніс покарання, але це не так просто.